# Карита Нистрьом
Фани Карита Кристина Нистрьом (1940 – 2019) е финландско-шведска писателка, поетеса, журналистка и феминистка. През 70-те години тя си печели репутация на защитник на правата на жените, след като публикува книгата си „Denna värld är vår! Handbok i systerskap“ (Този свят е наш! Наръчник на сестринството)
Феминистките ѝ виждания отразяват и в по-късните ѝ стихосбирки, включително „Ur moderlivet“ (От живота на майката, 1978) и Återväxt (1982). Освен всичко друго Нистрьом създава издателство „Hantverk“ през 1984 г., както и води курсове по писане в шведскоговореща Финландия.

## Биография
Родена е на 20 февруари 1940 г. във Вааса, Нистрьом. Учи шведска литература и скандинавска филология в Университета в Хелзинки, завършвайки през 1968 г. След това Нистрьом, освен че става асистент по скандинавска филология в университета, също така работи като журналист 
От 1974 до 1978 г. тя координира обучения в Folkets bildningsförbund (Асоциация за народно образование).
Заедно с нейната колежка, Бухт, те публикуват новаторската книга Denna värld är vår! Handbok i systerskap (1975), в която излагат своите виждания за новото място на жените в обществото. Призовават: „Дайте на жените инструменти, които да им позволят да видят и анализират потисничеството си, да преоценят историята си и по този начин да постигнат феминистко осъзнаване и разбиране на истинската им идентичност“.
От 1975 г. Нистрьом публикува 15 книги от различен тип, включително поезия, есета, романи и нехудожествена литература. В средата на 80-те години тя започва да пише все по-автобиографични произведения. Пример за това е стихосбирката ѝ „Huset i rymden“ (Къщата в космоса, 1984), в която писателката описва къщи и стаи, в които е живяла. Романът ѝ „Den förvandlade gatan“ (Преобразената улица, 1991) пък се основава отчасти на спомените ѝ за Швеция като дете от войната. Историята на нейния живот продължава в Brev från en от i Europa (Писма от село в Европа, 2001) и в Sju berättelser från sextiotalet (Седем приказки от шейсетте години, 2009). 
Преводи на нейната поезия биват включени в двуезичната „Шест финландски поети“ (ARC Publications, 2013). 
Карита Нистрьом умира в Корснас на 12 октомври 2019 г.